# Rivière à la Raquette (rivière Famine)
Pour les articles homonymes, voir Raquette.
La rivière à la Raquette coule dans les municipalités de Lac-Etchemin et Sainte-Rose-de-Watford, dans la municipalité régionale de comté (MRC) des Etchemins, dans la région administrative de la Chaudière-Appalaches, au Québec, au Canada.
La rivière à la Raquette est un affluent de la rive nord-ouest de la rivière Famine laquelle coule vers le sud-ouest pour se déverser sur la rive est de la rivière Chaudière ; cette dernière coule vers le nord pour aller se déverser sur la rive sud du fleuve Saint-Laurent.

## Géographie
Les principaux bassins versants de la rivière à la Raquette sont :
- côté nord : décharge du Lac Etchemin, rivière Etchemin, petite rivière Etchemin ;
- côté est : rivière Famine ;
- côté sud : rivière Famine, rivière Flamand ;
- côté ouest : rivière Flamand, rivière Lanigan, rivière Calway.

La rivière à la Raquette prend sa source au lac à la Raquette (longueur : 1,2 km ; altitude : 447 m), dans le canton de Cranbourne, dans la municipalité de Lac-Etchemin. Ce lac est situé au sud du lac Etchemin, au sud du village de Lac-Etchemin et à l'ouest du village de Sainte-Germaine-Station. L'émissaire du lac est du côté sud-ouest.
À partir de sa source, la rivière à la Raquette coule sur 7,0 km répartis selon les segments suivants :
- 4,3 km vers le sud-ouest, jusqu'à la route du 14e-Rang ;
- 0,8 km vers le sud-est, jusqu'à la limite municipale de Sainte-Rose-de-Watford ;
- 1,9 km vers le sud-est, en passant à l'est de la montagne Le Morne et à l'ouest du hameau Sainte-Rose-Station, en coupant le 1er Rang Ouest, jusqu'à sa confluence.

La rivière à la Raquette se déverse sur la rive nord-ouest de la rivière Famine dans la municipalité de Sainte-Rose-de-Watford.

## Toponymie
L'appellation de cette rivière est en usage depuis au moins 1922, puisqu'elle apparaît sur une carte du comté de Dorchester datant de cette même année.
Le toponyme Rivière à la Raquette a été officialisé le 5 décembre 1968 à la Commission de toponymie du Québec.